# الفتاة التي قفزت عبر الزمن (فلم)
الفتاة التي قفزت عبر الزمن (時をかける少女, Toki wo Kakeru Shōjo) فيلم أنمي ياباني، يندرج تحت تصنيف الخيال العلمي الرومانسي، ولقد أُنتج في عام 2006م، والفيلم مستوحى من رواية (Toki o Kakeru) للكاتب ياسوتاكا تسوتسوي، تروي قصة طالبة في المدرسة الثانوية تحصل بصورة عشوائية على قوة تمكنها من الانتقال عبر الزمن، ويعرض الفيلم استخدامها الطائش لهذه القوة لإصلاح مشاكلها ومشاكل من حولها.
الفيلم من إنتاج إستديو مادهاوس، بإخراج مامورو هوسودا. وقد حاز الفيلم على عدة جوائز. منها جائزة الأكاديمية اليابانية لأفضل فيلم أنمي لعام 2006.

## شخصيات الفيلم
- ماكوتو كونو (Makoto Konno): بطلة الفيلم طالبة الثانوية التي تحصل على القوة التي تمكنها من الانتقال عبر الزمن.
- تشياكي ماميا (Chiaki Mamiya): صديق ماكوتو ويلعب دور رئيسي في الفيلم.
- كوسوك تسودا (Kousuke Tsuda): صديق ماكوتو.
- يوري هاياكوا (Yuri Hayakawa): صديقة ماكوتو.
- كاهو فوجيتاني (Kaho Fujitani): طالبة في المدرسة تعمل ماكوتو على التوفيق بينها وبين كوسوك بعد علمها بإعجابها به.
- كازوكو يوشي ياما (Kazuko Yoshiyama): عمة ماكوتو (مع العلم بإنه اسم البطلة في الرواية وتم استبداله في الفيلم بماكوتو).
- مايوكي كونو (Miyuki Konno): شقيقة ماكوتو.

## النص
ماكوتو كونو طالبة في المدرسة الثانوية في منطقة شيتاماتشي في مدينة طوكيو اليابانية، اكتشفت بإنها حصلت على قوة تمكنها من العودة بالزمن وإعادة الأحداث مرة أخرى، ولكنها عندما كانت تتفادى الوقوع في حادث قطار مميت في أحد الأيام، فقد اصيبت كوتو بالذهول عندما نجت من الحادث المحتم وعودتها كما كانت قبل الاصطدام، فذهبت لإستشارة عمتها كازوكو التي حدثتها عن الانتقال عبر الزمن. تستخدم ماكوتو القوة بإسراف للحصول على درجات مرتفعة في المدرسة، واسترجاع جلسات الكاريوكي
أكثر من مرة للاستمتاع بها، حتى يبدأ هذا الموضوع بالتأثير سلبياً على الآخرين.

## وصلات خارجية
- مقالات تستعمل روابط فنية بلا صلة مع ويكي بيانات

1. ↑  "Tokikake Wins "Animation of the Year" at Japanese Academy Awards: Follow Up". شبكة أخبار الأنمي. 20 فبراير 2007. مؤرشف من الأصل في 2018-12-11. اطلع عليه بتاريخ 2007-05-05.
2. ↑  "Toki wo Kakeru Shōjo Wins at Catalonia". شبكة أخبار الأنمي. 23 أكتوبر 2006. مؤرشف من الأصل في 2018-02-16. اطلع عليه بتاريخ 2007-05-05.
3. ↑  ""Toki wo Kakeru Shōjo" Japan Media Arts Plaza in 2006". مؤرشف من الأصل في 2007-04-26. اطلع عليه بتاريخ 2007-05-05.